# Andrea Szilasi
Andrea Szilasi (nascida em 1964) é uma fotógrafa canadiana.
O seu trabalho encontra-se incluído nas coleções do Musée national des beaux-arts du Québec e da Galeria Nacional do Canadá.